# Tijuca
Tijuca é um bairro da Zona Norte do município do Rio de Janeiro. Está entre os bairros mais antigos, tradicionais e populosos da capital fluminense. 

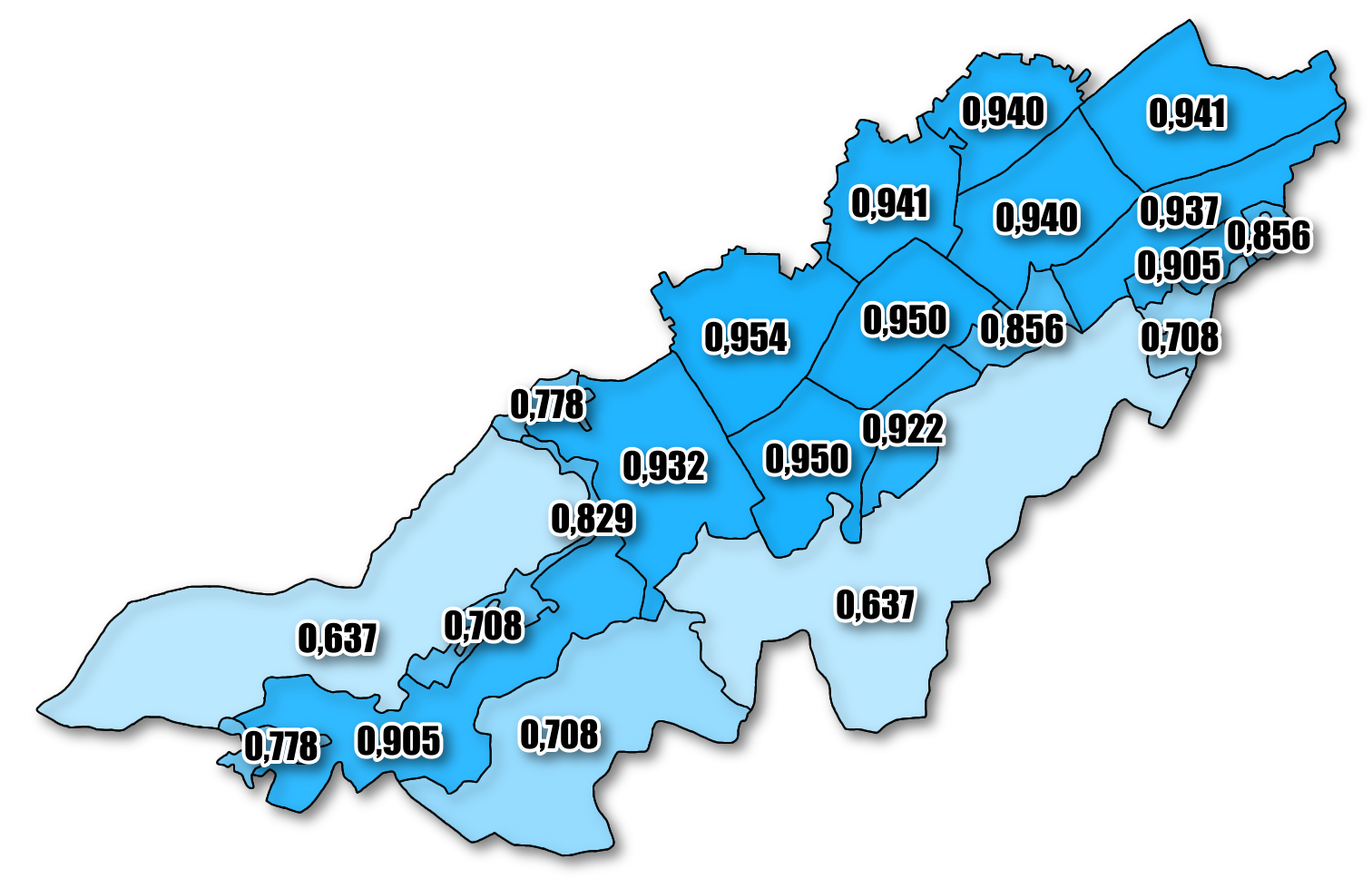
IDH no bairro da Tijuca, segundo o censo de 2010

 Seu índice de qualidade de vida, no ano 2000, era de 0,887, o 18º melhor do município, dentre 126 bairros avaliados, considerado alto. Segundo dados estimados de 2022, possui 142.909 habitantes,  sendo o maior da Zona Norte e o 10º mais populoso do Brasil..

## Índice de Progresso Social
No ranking IPS da Prefeitura do Rio de Janeiro, a Tijuca ocupa a 18ª posição em 2022  e conta com índices de  81,66 para necessidades humanas básicas; 66,93 para fundamentos do bem-estar; e 62,61 para oportunidades.

## Topônimo
"Tijuca" é uma denominação com origem na língua tupi e significa "água podre", de ty ("água") e îuk ("podre"). O nome se referia à região da Lagoa da Tijuca, que possuia manguezal e água parada, e que estava separada do bairro da Tijuca pelo Maciço da Tijuca.

## História

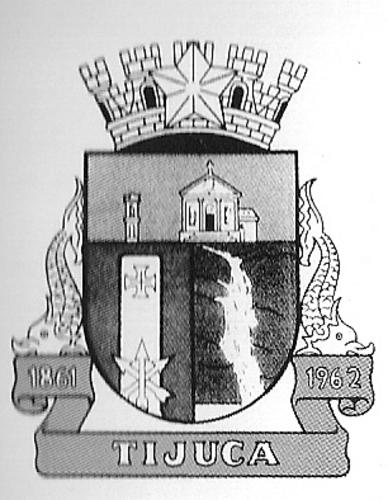
Brasão do bairro da Tijuca

Logo após a vitória dos portugueses sobre os franceses no episódio da França Antártica, em 1565, a região do atual bairro da Tijuca foi ocupada pelos padres jesuítas, que, nela, instalaram imensas fazendas dedicadas ao cultivo da cana-de-açúcar. Nessa época, foi construída uma capela dedicada a São Francisco Xavier que deu o nome à fazenda dos jesuítas mais próxima do Centro da cidade: a Fazenda de São Francisco Xavier. Em 1759, com a expulsão dos jesuítas do Brasil pelo Marquês de Pombal Sebastião José de Carvalho e Melo, as suas fazendas foram vendidas a centenas de novos sitiantes.

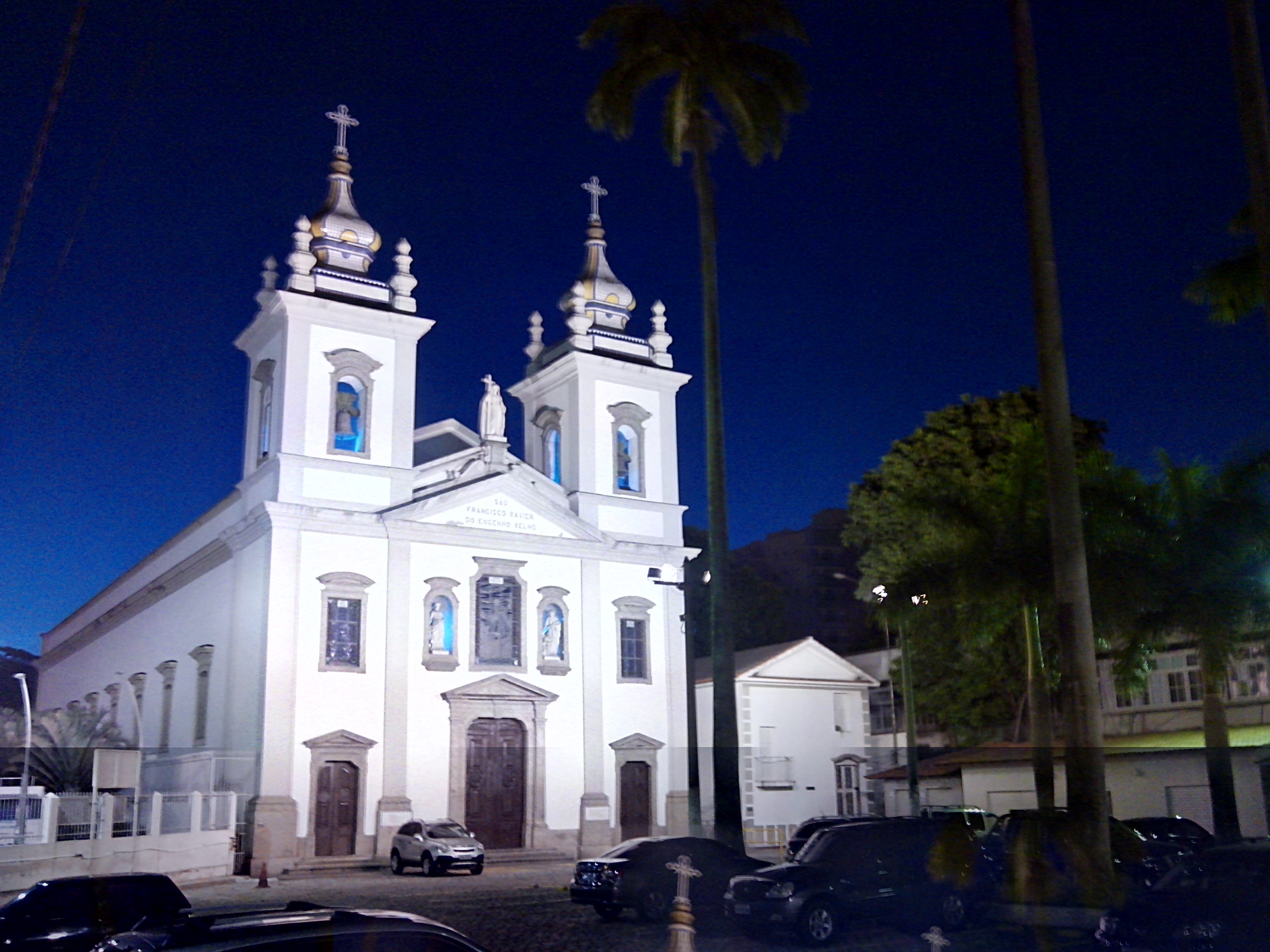
Igreja de São Francisco Xavier do Engenho Velho, marco histórico do bairro da Tijuca.

A região passou a caracterizar-se pelas suas chácaras e, a partir do Século XX, passou a ser um bairro tipicamente urbano. Ainda assim, possui a terceira maior floresta urbana do mundo, a Floresta da Tijuca, plantada por determinação de dom Pedro II na segunda metade do século XIX pelo major Archer em terras de café desapropriadas, para combater a falta de água que se instalara na então capital do império. Trata-se de uma floresta secundária, uma vez que é fruto de replantio, compreendendo espécies que não são nativas da mata atlântica, a cobertura vegetal original.
Data de 1859 até 1866 o funcionamento pioneiro da primeira linha de transporte em veículos sobre trilhos no Rio de Janeiro, com tração animal, anterior ao bonde elétrico, ligando o Largo do Rocio (a atual Praça Tiradentes) a um local perto da Usina (hoje conhecido como Muda), cobrindo um trajeto de 7 km.

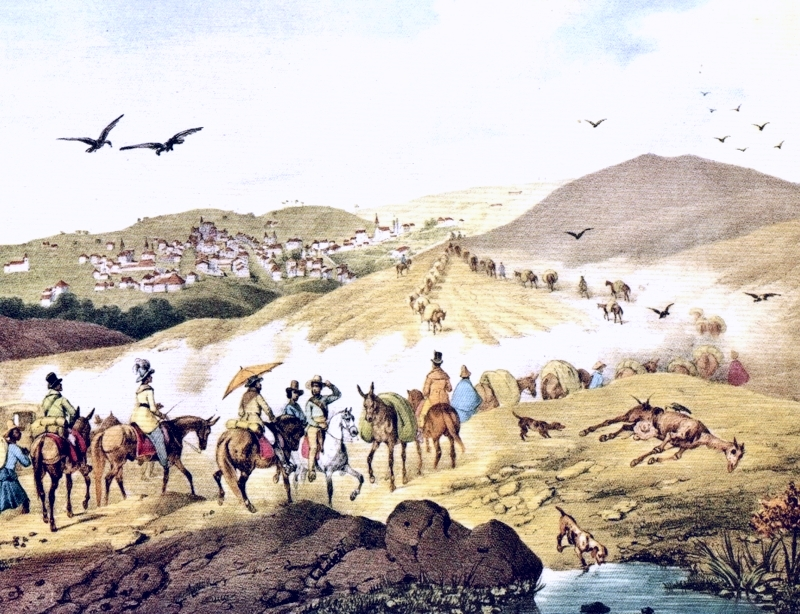
Quadro de Rugendas de 1820 mostrando visitantes indo para a Tijuca seguindo uma caravana mercante

Nos Estados Unidos e na Europa, onde o processo de urbanização das cidades foi pioneiro, o subúrbio, em geral, foi e continua sendo o espaço destinado às elites e classes médias – uma espécie de refúgio contra os aglomerados urbanos insalubres e perigosos da época das indústrias. São lugares bucólicos, ajardinados e de casas confortáveis. Até o início do século XX, essa acepção de subúrbio também se aplicava ao Rio de Janeiro; onde o subúrbio era o local de nobreza – não tão refinada como Botafogo ou o Engenho Velho, que eram bairros da aristocracia –, mas com serviços voltados a essa classe, que também se dirigiam para lá com fins de descanso.
Foi a partir da reforma urbana do prefeito Pereira Passos, em 1903, que o conceito de subúrbio ganhou contornos mais ideológicos e pejorativos no contexto do Rio de Janeiro. Com a implantação de uma nova ordem urbana no Centro da futura metrópole, associada também à expansão do mercado imobiliário para as classes altas à beira-mar, o proletariado do Centro foi “expulso” para os subúrbios, que passaram a ser vistos como locais estratégicos de escoamento dessa população marginalizada para bem longe do Centro “civilizado”. Como não houve uma política de moralização da classe trabalhadora nesse processo, o que favoreceu a emergência do caráter pejorativo que o termo “subúrbio” emana no cenário carioca.
Com base no conceito pejorativo de subúrbio, como remetente à ideia de locais habitados por classes socioeconômicas menos privilegiadas, pode-se inferir que a Tijuca e sua região, em termos históricos, geográficos e especialmente ideológicos, não pode ser considerada um subúrbio da cidade, mesmo fazendo parte da Zona Norte, onde se localiza grande parte dos originais subúrbios. Originalmente aristocrática, a Tijuca sempre foi um bairro valorizado do Rio de Janeiro, berço de famílias tradicionais e de uma classe média com bom poder aquisitivo, mesmo com o êxodo dos anos 80 e 90. O bairro passou 20 anos “adormecido”, devido ao processo de favelização, que acabou sendo maior que no restante da cidade por questões geográficas; no início da última década o bairro apresentou forte valorização imobiliária devido a melhorias estruturais oriundas do poder público.
Em 23 de agosto de 1985, o decreto 5.280 definiu os atuais limites do bairro.

## Hidrografia
A Tijuca tem suas origens ligada à água. A Cascatinha Taunay, na Floresta da Tijuca, é cartão postal da Cidade do Rio de Janeiro.
Vários rios correm pelo território do bairro. O Rio Maracanã com extensão de 10.1 Km, tem como vertente o Alto da Boa Vista e sua foz no Canal do Mangue. O Rio Trapicheiros tem extensão de 6.190 metros e tem como vertente a Serra da Carioca e como foz o Rio Maracanã. O Rio São João, com 1.6 Km, nasce no Mirante do Excelsior e deságua no Rio Maracanã.
Para prevenir enchentes em ocasiões de grandes chuvas foram construídos 3 piscinões: o da Praça Niterói com capacidade de acumular até 58 milhões de litros; o da Praça Varnhagen para até 43 milhões de litros; e o da Praça da Bandeira com limite de 18 milhões de armazenamento.

## Infraestrutura urbana

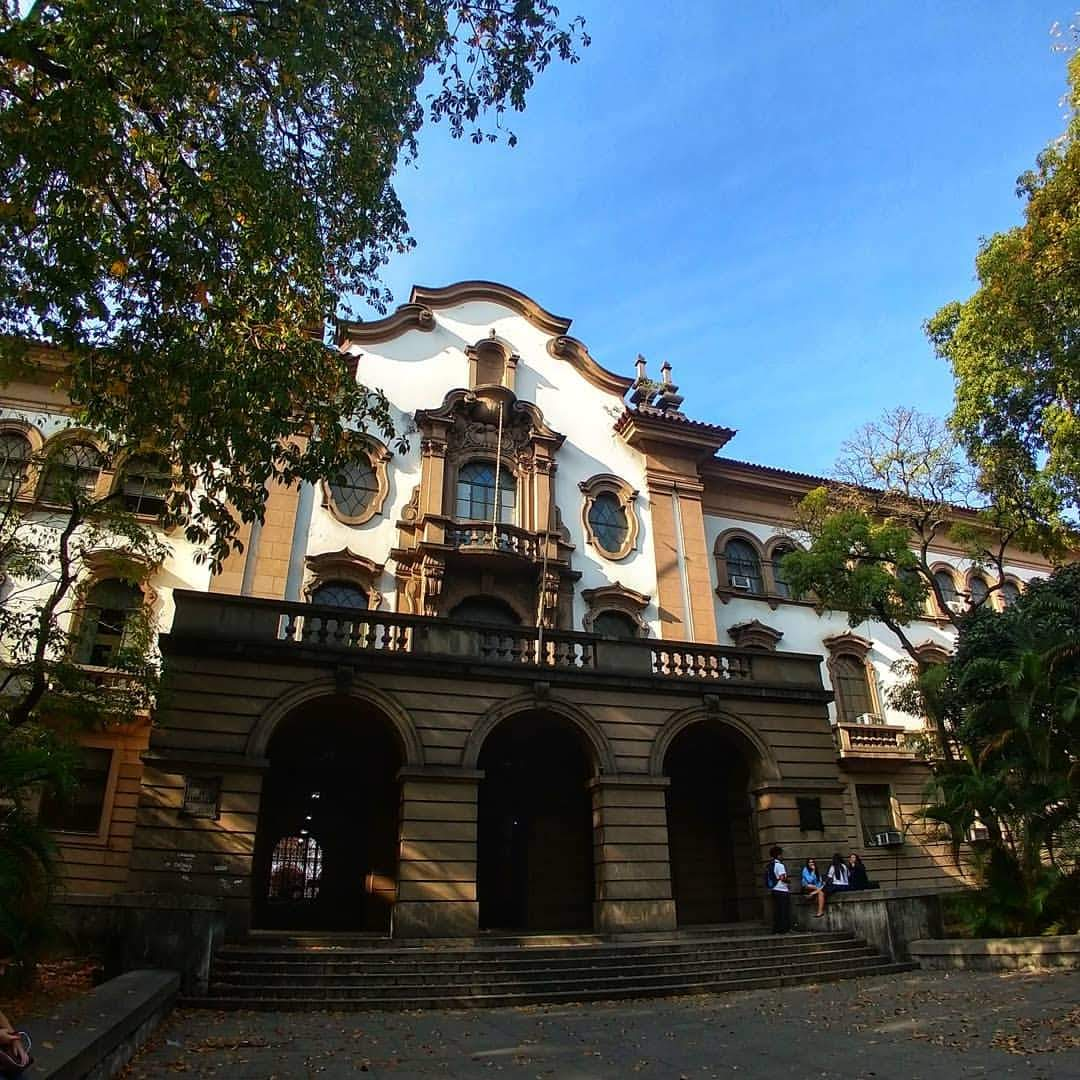
Instituto Superior de Educação do Rio de Janeiro, fundado em 1880 na Rua Mariz e Barros

A Tijuca compreende a Área de Planejamento 2.2, tem 1.006,56 hectares de extensão territorial, 56.980 domicílios (censo de 2000) e integra a Gerência Executiva Local da Tijuca (antiga Região Administrativa da Tijuca VIII RA). É sede da Subprefeitura da Grande Tijuca. 

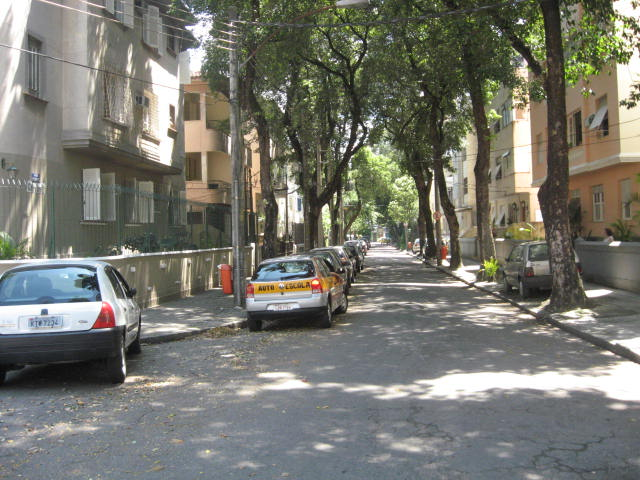
Rua Professor Lafayette Cortes

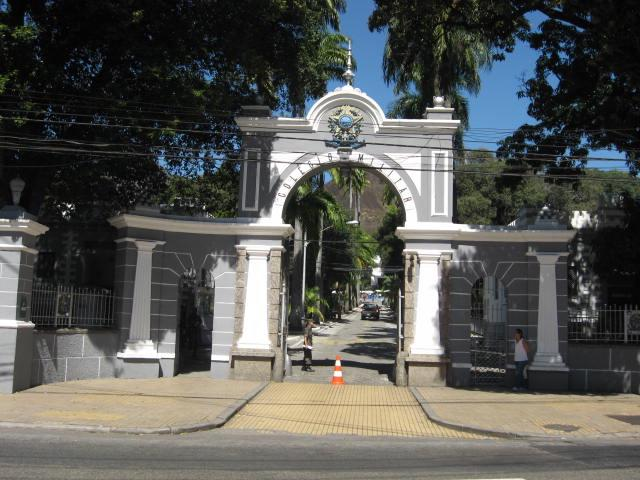
Colégio Militar do Rio de Janeiro na Rua São Francisco Xavier

O bairro abriga educandários tradicionais da cidade, como o Colégio Pedro II, que teve instalada a sua primeira unidade de externato na Tijuca em 1858; o Instituto Superior de Educação do Rio de Janeiro (ISERJ), fundado em 1880 como a então Escola Normal do Município da Corte, formando educadoras - as "normalistas"; o Colégio Militar do Rio de Janeiro - a Casa de Tomás Coelho, formando gerações de cidadãos e líderes desde 1889; o Colégio Marista São José, fundado em 1902 pelos irmãos Maristas; o Colégio Batista Shepard, fruto do idealismo de duas pessoas: Salomão Ginsburg e John Watson Shepard, em 5 de março de 1908; o Colégio Maria Raythe, de 1914; entre outros colégios.

A Tijuca sediou o America Football Club, principal clube de futebol do bairro fundado em 18 de setembro de 1904 e que conquistou sete Campeonatos Estaduais (em 1913, 1916, 1922, 1928, 1931, 1935 e 1960) além de uma Taça Guanabara em 1974, a primeira edição da Taça Rio em 1982 e a mais importante conquista de sua história, a Taça dos Campeões, também em 1982. O bairro possui ainda o Tijuca Tênis Clube fundado em 11 de junho de 1915, o Club Municipal, desde 1932, o Montanha Clube fundado em 1949, a Associação Atlética Tijuca de 1943, o Clube Monte Sinai desde 1959, o Country Clube da Tijuca desde 1963, e oito clubes portugueses: Orfeão Português, Orfeão Portugal do Rio de Janeiro, Casa da Vila da Feira e Terras de Santa Maria, Casa de Trás os Montes e Alto Douro, Casa dos Açores, Casa do Porto, Casa dos Poveiros do Rio de Janeiro e Casa das Beiras.

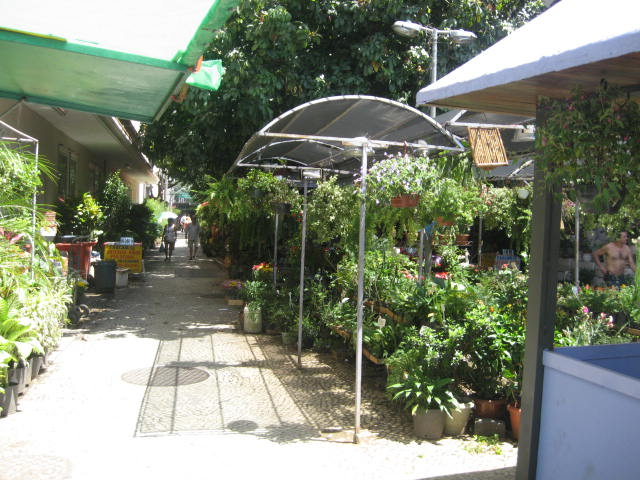
Rua das Flores.

Há importantes construções históricas como a igreja de São Francisco Xavier - a primeira erguida na Tijuca, frequentada pelo Duque de Caxias e visitada pelo Papa Francisco em 2013; a Basílica de Santa Teresinha do Menino Jesus dos Carmelitas (1925), na Mariz e Barros, a primeira do mundo consagrada à Santa das Rosas; o Santuário Basílica de São Sebastião igreja de São Sebastião dos Capuchinhos erguido em 1931; as igrejas de Santo Afonso, e a dos Sagrados Corações. O palácio dos Bianca, uma vivenda majestosa construída na década de 1920 pela família espanhola Bianca, foi tombado pelo patrimônio histórico e convertida no Centro de Referência da Música Carioca da Prefeitura do Rio Arthur da Távola. A Casa Granado, com a filial da Tijuca inaugurada em 1917 é um tradicional estabelecimento de comércio farmacêutico fundado em 1870, e funciona até hoje na Praça Saenz Peña, entre outros.

### Mobilidade urbana
O bairro tem excelentes meios de mobilidade urbana e integração intermodais, atendido pela Linha 1 do metrô através de quatro estações, Afonso Pena, São Francisco Xavier, Saens Peña e Uruguai, sendo esta última  o terminal norte da Linha 1.  

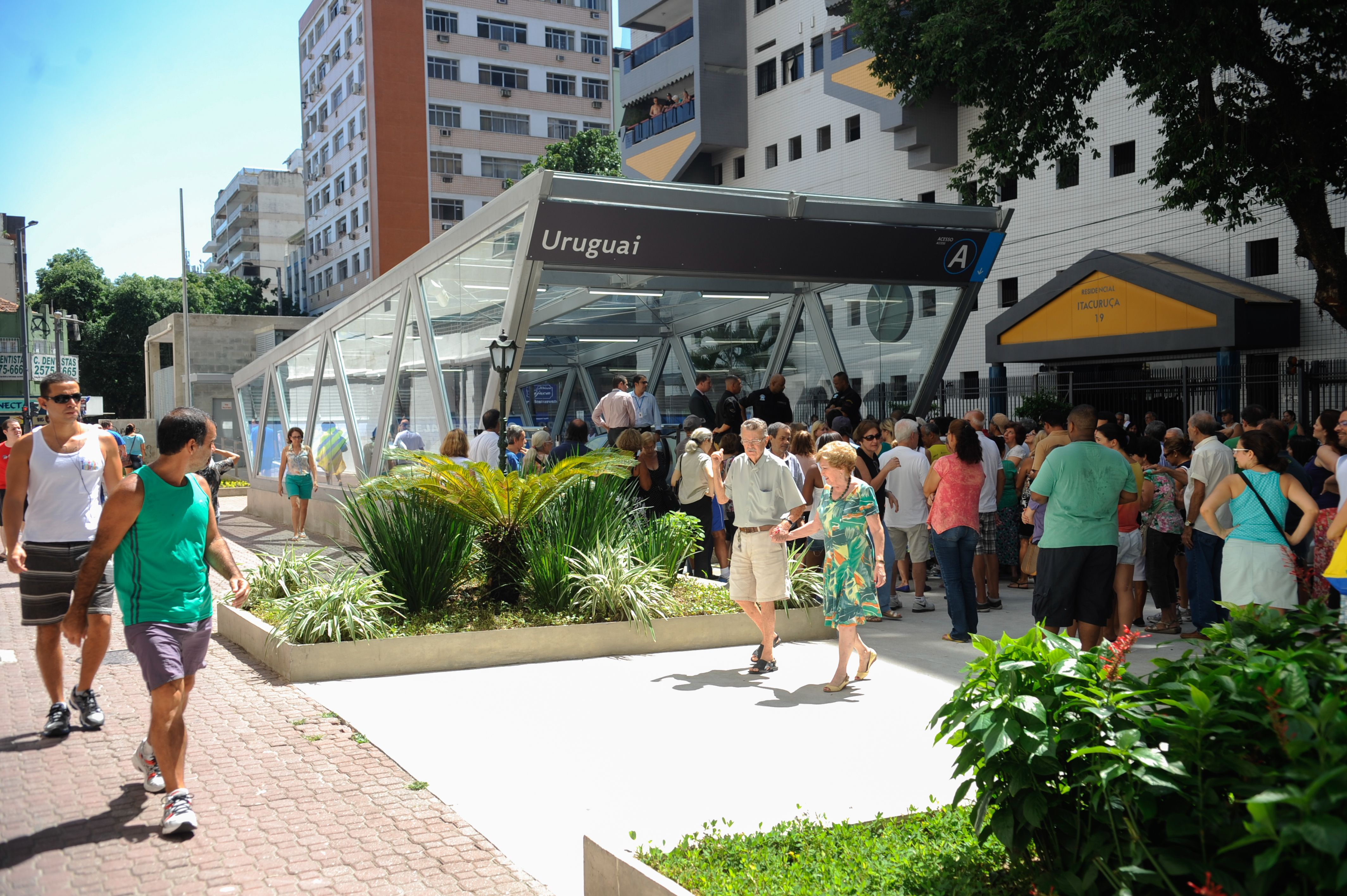
Estação Uruguai

Desde 2010 o bairro dispõe de diversas ciclofaixas e inúmeras estações do projeto BikeRio.
Várias linhas de ônibus com ponto final da Praça Sáenz Peña fazem a ligação da Tijuca com outros bairros como as linhas 621 e 622 a Penha; 625 a Olaria; 629 a Irajá; 630 ao Conjunto Habitacional IAPI da Penha; 636 a Praça Seca; 638 a Marechal Hermes; e 639 ao Jardim América.
Os trens da SuperVia servem ao bairro pela Estação Maracanã com interligação com a Linha 2 do MetrôRio.
Mais de 15 pontos de taxi suprem os tijucanos desse meio de transporte.
Nas comunidades, os mototáxistas atendem à população que adere a essa via rápida e alternativa de transporte.
Devido às suas variadas opções de transporte tem se tornado uma opção de estadia para turistas nacionais e estrangeiros.

### Estacionamentos de veículos
São muitas as opções para estacionamento de veículos de passageiros. A Garagem Rabicho da Tijuca, operada pela Estapar no subterrâneo do Metrô tem entradas pela rua Abelardo Chacrinha Barbosa e Rua Pinto de Figueiredo, possibilita a integração dos ocupantes dos veículos diretamente com a Estação Uruguai e oferece vagas cobertas.
No Shopping Tijuca existem 6 níveis com 1.080 vagas cobertas e a céu aberto; e tem serviço de Vallet no piso G1, com entrada em rampa pela Rua Eng. Enaldo Cravo Peixoto.
Os mercados Assaí Atacadista, Extra, Guanabara, Mundial, Prix e Hortifruti oferecem estacionamentos para seus clientes durante o período de compras. Outros locais oferecem estacionamentos privados. No entorno da Praça Castilho de França há vagas de estacionamento público, assim como em várias ruas do bairro.

### Serviços públicos
Os serviços de eletricidade são providos pela Light. O fornecimento de gás natural é mantido pela Naturgy. O abastecimento de água e esgotamento sanitário é provido pela Águas do Rio. A limpeza urbana é feita pela Comlurb, que mantém sede no bairro desde 1904.

### Saúde
O Hospital Universitário Gaffrée e Guinle, fundado em 1929, da Universidade Federal do Estado do Rio de Janeiro (HUGG-Unirio) – credenciado como "Centro Nacional de Referência em AIDS" em 1987 –, atende a cerca de 50 especialidades na Rua Mariz e Barros, 775.
A Policlínica Naval Nossa Senhora da Glória (PNNSG), da Marinha do Brasil, atende desde 15 de agosto de 1951 na Rua Conde de Bonfim, 54, tem como missão prover a assistência médico-hospitalar em nível primário e secundário aos usuários do sistema de saúde da Marinha (SSM).
A Unidade de Pronto Atendimento (UPA) é localizada Rua Conde de Bonfim em frente ao nº 289, esquina com a Rua Pareto, Praça Saens Peña.
O Centro Municipal de Saúde Heitor Beltrão que funciona na Rua Desembargador Isidro, 144, foi inaugurado em 13 de julho de 1964.
Hospitais e clínicas privadas complementam os serviços de saúde na Tijuca. Dentre estes destacam-se: Hospital São Vicente de Paula, Hospital São Francisco da Penitência (antigo Hospital Venerável Ordem Terceira), Hospital Badin, Hospital Evangélico, Prontocor, Casa de Saúde Santa Therezinha, Pronto Baby e uma série de outros centros médicos.

### Segurança e unidades militares
A Tijuca é atendida pelas 18ª, 19ª e 20ª Delegacia de Policia Civil, localizadas na Rua Barão de Iguatemi, 331, Rua General Espírito Santo Cardoso, 208, e Rua Luiz de Matos, 20 respectivamente.
O 6º Batalhão da Polícia Militar do Estado do Rio de Janeiro (PMERJ) tem seu quartel central na Rua Barão de Mesquita, 625 e sua área de atuação se estende para os bairros do Andaraí, Grajaú, Vila Isabel e parte do Alto da Boa Vista.
Em 2010, foi inaugurada a primeira Unidade de Polícia Pacificadora (UPP) do bairro, no Morro do Borel. Em seguida vieram as UPPs do Morro da Formiga e do Morro do Salgueiro.
A Operação Segurança Presente teve a sua unidade Operação Tijuca Presente inaugurada em 3 de janeiro de 2019, com a sua base operacional na Praça Sáenz Peña. A partir de maio de 2021, a área da atuação dessa operação foi ampliada até o Largo da Segunda-Feira.
A Guarda Municipal do Rio de Janeiro (GM-Rio) atua na Tijuca através da 8ª Inspetoria e tem área de atuação abrangendo, além da Tijuca, os bairros de São Cristóvão, Benfica, Triagem, Mangueira, Vasco da Gama, Praça da Bandeira, Alto da Boa Vista, Vila Isabel, Andaraí, Grajaú e Maracanã, abrangendo a Praça Saenz Peña, a Praça Varnhagen, a Av. Maracanã, as ruas Barão de Mesquita, Conde de Bonfim, Maxwell e vias próximas.
O 11º Grupamento do Corpo de Bombeiros Militar do Rio de Janeiro (CBMERJ) mantém seu quartel na Rua 8 de Dezembro, 456, em Vila Isabel e atua, além de Vila Isabel e Tijuca, nos bairros de Benfica, Grajaú e São Cristóvão. Na Tijuca atua o destacamento na Rua Antonio Basilio esquina com Avenida Maracanã.
O Conselho Comunitário de Segurança (CCS) da Grande Tijuca (6ª AISP) iniciou suas atividades em julho de 2006 e desde então vem mantendo suas atividades com reuniões mensais regulares.

### Gastronomia
A Tijuca conta com três polos gastronômicos estabelecidos tradicionalmente: praça Varnhagen, rua Uruguai e rua Mariz e Barros, tendo ainda a praça Saens Peña com muitos bares, confeitarias e restaurantes.
No passado, funcionaram o Bar Divino, na Rua do Matoso, aonde a Turma da Bossa Nova fez ponto, a Churrascaria Rincão Gaúcho, na rua Marques de Valença nº 83, onde caravanas de turistas chegavam em seus ônibus para assistirem a shows, e a tradicional Churrascaria Estrela do Sul, na Avenida Maracanã nº 649, local em que a Familia Caumo serviu saboroso churrasco a rodizio por 45 anos, fechando as portas em 30 de junho de 2019.
Outros restaurantes tradicionais se fazem presentes no Shopping Tijuca como: Abbraccio; Delirio Tropical; Gula Gula; Gurumê;  Mamma Jamma; Outback Steakhouse, Madero dentre outras marcas.
Redes de fast-food mantém suas lojas no shopping, centro comerciais ou em ruas tradicionais, como é o caso da rede McDonald´s com 3 lojas no bairro: na Avenida Maracanã - Shopping Tijuca, Rua Barão de Mesquita, e na Rua Mariz e Barros.
Tati Doces nasceu na Tijuca em 1977, assim como a Lecadô, tradicionais pelas suas tortas e bolos.
Muitas padarias e confeitarias tradicionais estão instaladas na Tijuca como: Confeitaria Rita de Cássia; Imperial (antiga Trigus); Pão e Companhia 1941; Casa do Pão; Santa Marta; e Arte & Pão.
Uma curiosidade do bairro: a loja da Drogaria Venâncio na Praça Sáenz Peña tradicional ponto do Café Palheta. mantém essa unidade em funcionamento.
Além disso, o bairro é conhecido por abrigar famosos botequins como o Bar Madrid, Bar do Momo, Bar da Gema ou Bar do Bode Cheiroso.

### Atividades de negócios
Na praça Saens Peña e proximidades concentram-se variadas atividades de comércio e serviços.
Da rua Conde de Bonfim à rua Haddock Lobo encontram-se lojas comerciais que vão desde a rua Uruguai até o largo da Segunda-Feira, com diversos setores presentes em todo o bairro e algumas galerias de comércio.

O Shopping Tijuca, inaugurado em 1996, localizado na Avenida Maracanã, 987, ocupa o quarteirão delimitado pela Rua Eng. Enaldo Cravo Peixoto e pela Praça Luís La Saigne e Praça Celso da Rocha Miranda, consolida sua presença no bairro atraindo consumidores de outras regiões, especialmente pelas facilidades de acesso graças a proximidade da estação Saens Peña do MetrôRio. 

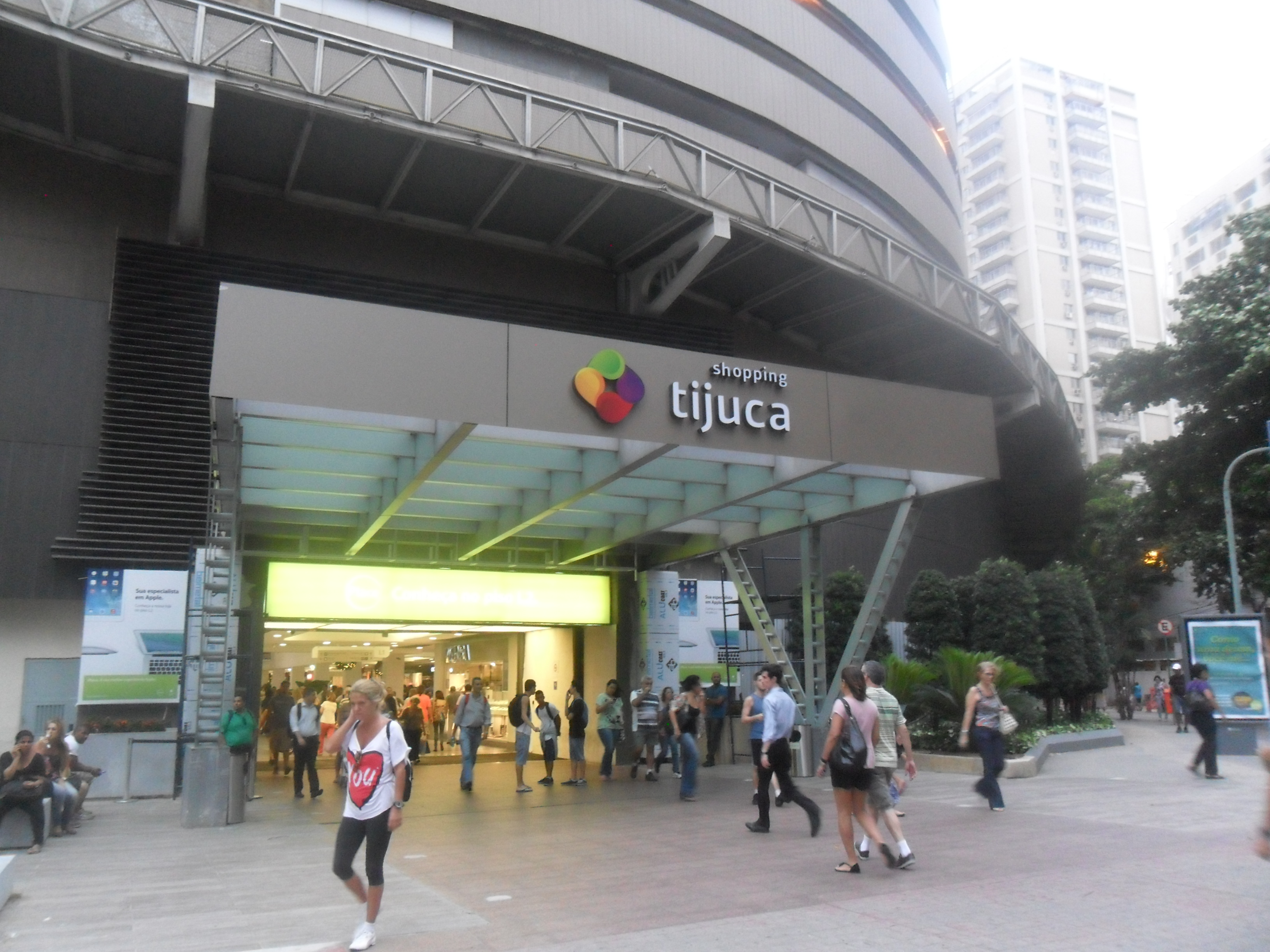
Entrada principal do Shopping Tijuca

 São 248 Lojas, 23 Restaurantes, 6 salas de cinemas e 1.080 vagas de estacionamento.

### Gentílico
Tijucano é a denominação dada ao morador da Tijuca. É o bairro do Rio de Janeiro mais identificado pelo seu gentílico. Considera-se a principal característica do tijucano o fato dele ser muito apegado ao bairro e, de certa forma, tradicionalista e conservador. Isto se explica pela razão de que, no imaginário carioca, o tijucano, enquanto elite do Rio de Janeiro no início do século XX, contrapunha a identidade cosmopolita e praiana propagada pela elite que passou a ocupar a Zona Sul nesta mesma época.
Atualmente, tal designação continua em vigor nos diálogos e sociabilidades cariocas, sendo o tijucano representante e/ou parte de uma comunidade - no caso, o bairro da Tijuca - com cultura, valores e orgulho próprio.

### Logradouros Públicos
Praças
- Praça Saens Peña: Presidentes argentinos Luis e Roque Sáenz Peña, que governaram aquele país entre 1892 e 1895, e 1910 e 1914, respectivamente.[77]
- Praça Castilho de França, mais conhecida como Praça Afonso Pena: a praça possui uma estação de metrô e se localiza próximo ao Rio Comprido.[78]
- Praça Xavier de Brito: também conhecida como Praça dos Cavalinhos pela tradicional atração que imprime ao local o encanto bucólico das cidades do interior.[79] Esta praça abriga alguns blocos no período de carnaval e vários eventos de gastronomia ao longo do ano.
- Praça Marino Gomes Ferreira - Governador (1968-1969) do Rotary International.[80]
- Praça Carlos Paolera situada defronte a Igreja de São Francisco Xavier.
- Praça Varnhagen: Em uma área mais residencial a praça possui vários restaurantes, sendo o polo gastronômico do bairro. É considerada uma das partes mais boêmias da Tijuca por causa da grande quantidade de bares ao redor.
- Praça Professor Pinheiro Guimarães: localizada na confluência da Rua Conde de Bonfim, com as ruas Livreiro Francisco Alves e Embaixador Ramon Cárcano, na Usina
- Praça Hans Klussman. Localizada no alto da Rua Sabóia Lima, onde há um riacho que desemboca no Rio Trapicheiros passando nos fundos do Colégio Batista. É mais conhecida por ser a praça com bichinhos de argamassa, moldados em arte naïf por um vizinho atuante, o professor Paulo de Tarso.[81]
- Praça Gabriel Soares: fica no encontro das ruas Desembargador Isidro, Bom Pastor e José Higino. Além de ser o ponto final da linha 409 (Saens Peña-Horto), é um dos recantos mais bucólicos do bairro da Tijuca.
- Praça Hilda: localiza-se na confluência das ruas Deputado Soares Filho, Pareto e Santa Sofia. Na verdade, é um largo loteado de edifícios dos anos 1950/60.[82]
- Praça Luiz La Saigne: homenageia o fundador, no Brasil, da Sociedade Anônima Brasileira Estabelecimentos Mestre et Blatgé, que em 1939 passou a denominar-se Mesbla; praça que margeia a Avenida Maracanã em frente ao Shopping Tijuca.
- Praça Lamartine Babo: No encontro da Av. Maracanã com Rua Barão de Mesquita, próximo ao acesso ao 1º Batalhão da Policia do Exército
- Praça Barão de Corumbá: Rotatória na confluência das ruas Andrade Neves, Visconde de Cabo Frio e Homem de Melo, aonde se localiza a Igreja Batista Itacuruçá
- Praça Paulo Zouain: localizada entre a Rua Eng. Enaldo Cravo Peixoto, 215 e a Rua Barão de Mesquita, 262[83]

Largos
- Largo da Segunda-Feira - no cruzamento da Rua Conde de Bonfim, com Rua Haddock Lobo e Rua São Francisco Xavier
- Largo Frei Cassiano Villarosa - entre a Rua Barão de Iguatemi e Rua Gonçalves Crespo
- Largo do Bom Retiro - localizado na Floresta da Tijuca Parque Nacional da Tijuca

Chafarizes
- Chafariz da Praça Saens Peña, inaugurado em 22 de novembro de 1947, localizado no centro da Praça
- Chafariz da Praça Xavier de Brito, inaugurado em 23 de agosrto de 1963, atribuído às Fonderies du Val d'Osne, França, tombado em 5 de outubro de 2000
- Chafariz do Centro da Música Carioca Artur da Távola, adquirido pela Prefeitura da Cidade do Rio de Janeiro em 2004 e instalado no Centro Municipal de Referência da Música Carioca Artur da Távola

## Cultura

### Monumentos
- Busto de Edson Passos, localizado no Largo São Camilo de Lellis, Alto da Boa Vista
- Busto do Coronel Xavier de Brito, localizado na Praça Comandante Xavier de Brito Praça Xavier de Brito, Tijuca
- Busto do Padre Elias Gorayeb, localizado na Praça Elias Gorayeb, Tijuca
- Busto de Rubens Paiva, localizado na Praça Lamartine Babo, Tijuca
- Busto de Bartlet James, localizado na Praça Saens Peña, Tijuca
- Efigie de Aldir Blanc, localizado no Jardim Aldir Blanc, Tijuca
- Efígie de Almirante Cochrane - Thomas Cochrane, 10.º Conde de Dundonald, inaugurada em 9 de julho de 1970 pelo Governador do Estado Embaixador Francisco Negrão de Lima, localizado na rua Almirante Cochrane, Tijuca
- Estátua de São Charbel - Charbel Makhlouf, localizado na Praça São Charbel, Tijuca
- Estátua de Tim Maia, localizado na Praça Afonso Pena, Tijuca
- Lápide Tumular de Estácio de Sá, localizado na Basílica Santuário de São SEbastião do Rio de Janeiro - Igreja de São Sebastião dos Capuchinhos, Tijuca
- Monumento aos Campeões do Mundo - Estátua de Bellini (futebolista), localizado no Pátio do Estádio Jornalista Mário Filho, Maracanã
- Monumento a Oswaldo Diniz Magalhães, localizado na Praça Saens Peña, Tijuca
- Monumento ao Visconde de Bom Retiro - Luís Pedreira do Couto Ferraz, localizado no Largo do Bom Retiro, Parque Nacional da Tijuca, Alto da Boa Vista
- Monumento ao Barão de Taunay, localizado no Parque Nacional da Tijuca, Alto da Boa Vista
- Monumento da Praça Marino Gomes Ferreira, localizado na Praça Marino Gomes Ferreira, Alto da Boa Vista
- Monumento com Máscara Fúnebre de Lamartine Babo, localizado na Praça Lamartine Babo, Tijuca

### Escolas de Samba
Na Tijuca, se localizam as escolas de samba:
Unidos da Tijuca, fundada em 31 de dezembro de 1931, com quatro campeonatos e tres vice-campeonatos em sua trajetória, baseada no morro do Borel. devido a má localização da quadra do Borel, atualmente está sediada no bairro Santo Cristo porém a escola segue representando a Tijuca.
Império da Tijuca, fundada em 1940, baseada no morro da Formiga. A escola traz, acrescido ao nome, o termo "educativa", porque a preocupação principal, no momento de sua fundação, foi com a educação.
Acadêmicos do Salgueiro surgiu em 5 de março de 1953 da união de duas escolas de samba do morro do Salgueiro: a Azul e Branco do Salgueiro e Depois Eu Digo, O morro do Salgueiro tinha três escolas de samba: Azul e Branco, Unidos do Salgueiro e Depois Eu Digo.
As escolas do Salgueiro não conseguiam ameaçar o domínio de Portela, Império Serrano e Mangueira. No carnaval de 1953, a Unidos do Salgueiro se classificou em 6º, a Depois Eu Digo em 13º, e a Azul e Branco em 21º, Após a proclamação do resultado daquele ano, componentes das três escolas iniciaram uma campanha para unir as três agremiações
A Unidos do Salgueiro, que tinha como representante maior o sambista Joaquim Calça Larga, não concordou com a união e, por esse motivo, não participou da fusão. Com o passar do tempo, a Unidos do Salgueiro foi extinta e seus componentes ingressaram na Acadêmicos do Salgueiro, inclusive Joaquim Calça Larga, que se tornou um dos principais nomes da escola.

### Teatros
A Tijuca é o único bairro da Zona Norte a possuir mais de dois teatros, obtendo nível de acesso cultural aproximado ao que oferece a Zona Sul da cidade. Há sete teatros no bairro: Teatro Angel Vianna do Centro Coreográfico da Cidade do Rio de Janeiro, [carece de fontes?] Teatro Henriqueta Brieba do Tijuca Tênis Clube, Teatro SESC Tijuca, Teatro Municipal Ziembinski, e o Teatro do Centro Municipal de Referência da Música Carioca Artur da Távola.

### Cinemas
A Tijuca teve um papel importante na construção da cultura cinematográfica no Rio de Janeiro. O bairro foi um antro de cinemas de rua entre 1907 e 1999, quando o polo exibidor tijucano foi extinto com a chegada dos multiplex. Popularmente conhecida como “Segunda Cinelândia Carioca” ou “Cinelândia da zona norte”, o bairro ganhou esse apelido por concentrar um grande número de salas de cinema ao longo do século XX. A abundância de cinemas na Tijuca contribuiu fortemente para a formação da identidade tijucana e foi um fator muito relevante para a história da região como um todo. 
No começo do Século XX, o Rio de Janeiro passou por uma explosão no número de cinemas, colaborando para a expansão de salas por outros bairros da capital, dissolvendo a concentração da Cinelândia. O primeiro cinema a chegar à Tijuca foi o Pathé Cinematográfico, na Rua Haddock Lobo, inaugurado no dia 26 de outubro de 1907 e fechado em fevereiro de 1908. Nesse período, alguns cinemas tijucanos imitavam nomes de outras salas localizadas no centro da cidade, como, por exemplo, o próprio Pathé Cinematográfico, cópia nominal do Cine Pathé, um dos cinemas mais populares da época, inaugurado um mês antes. Outro caso semelhante foi o Cinema Íris, homônimo do Cine-Íris, que ainda funciona no centro da cidade exibindo apenas filmes destinados ao público adulto.
Nessa fase inicial da exibição cinematográfica tijucana, antes da inauguração da Praça Saens Peña, em 1911, boa parte das salas se encontravam na Rua Haddock Lobo. Essa rua abrigou diversas salas, como, além do Pathé Cinematográfico, mencionado anteriormente, o Cinematógrafo Velo, o Royal Cinema, o Cine-Teatro Brasil, o Cine Comodoro, entre outros.
Entre as décadas de 1910 e 1930, a maioria dos cinemas do bairro seguia o formato de cine-teatro, oferecendo sessões de espetáculo de palco e de tela, apresentações de mágica, pequenos esquetes e afins. Durante esse período, também ocorreu o processo de transformação da Praça Saens Peña, decorrente da instalação de diversas salas de cinema. O primeiro cinema a ser inaugurado no local foi o Cinema de J. Labanca, quando a praça ainda era o Largo da Fábrica das Chitas. A praça abrigou, entre 1940 e 1972, o Cine-Teatro Olinda, maior cinema da cidade na época, com capacidade para 3,5 mil lugares. Ele foi demolido para dar lugar ao atual Shopping 45. Durante muito tempo, o Cine Metro-Tijuca, fundado no ano seguinte, foi considerado o mais elegante da praça e o único a possuir ar condicionado. Lá, a MGM realizava, às tardes de quinta-feira, exibições de operetas, e nos domingos de manhã era apresentado o festival Tom e Jerry. Hoje, o local abriga uma loja.
Em 1918 foi inaugurado o Cine-Teatro América, que funcionou até 1997; hoje as instalações são ocupadas por uma filial das Drogarias Pacheco. Outro cinema muito importante do bairro foi o Cinema Carioca, vizinho do América, fundado em 1941. Seu prédio, inspirado nos grandes edifícios art déco da época, foi tombado em 1988; suas atividades foram encerradas em 1999, e hoje abriga uma Igreja Universal.
O Cinema Eskye, localizado na galeria de mesmo nome, foi fundado em 1956 e sofreu algumas alterações de nome, transformando-se no Cinema Tijuca em 1964, e posteriormente repartindo-se em Tijuca 1 e Tijuca 2, em 1982. Os degraus de sua escadaria foram palco de desfile de moda e cenário para o tiro dado em Carlos Marighella por um agente do DOPS, em 1964. Atualmente é uma loja da Casa & Vídeo. O Art-Palácio Tijuca foi o último cinema de rua da região a deixar o espaço, abrindo lugar a uma loja de departamentos.
Atualmente, o único cinema em atividade no bairro é o Kinoplex do Shopping Tijuca, inaugurado em janeiro de 2008, com seis salas e capacidade para 1623 lugares.

#### Salas de cinema da Tijuca[92]
- Pathé Cinematográfico - Rua Haddock Lobo (outubro de 1907 a fevereiro de 1908)
- Cinematógrafo Velo - Rua Haddock Lobo (novembro a dezembro de 1907)
- Cinema Uruguai - Rua Uruguai (1909 (mês desconhecido) a janeiro de 1910)
- Royal Cinema (Depois Cinema Haddock Lobo) - Rua Haddock Lobo (1910)
- Cinema Tijuca (Tijuquinha) - Rua Conde de Bonfim (1909 a 1966)
- Cinema Íris - Rua Haddock Lobo (dezembro de 1909 a janeiro de 1910)
- Éden Cinema - Rua Conde de Bonfim (1909 a 1918)
- Cinema Central - Rua Conde de Bonfim (1909 a 1912)
- Cinema de J. Labanca - Pavilhão da Praça Saens Peña, provavelmente onde funcionou mais tarde o Cinema América. Rua Conde de Bonfim (7 a 17 de janeiro de 1910)
- Cine-Teatro Velo - Rua Haddock Lobo (primeiro no n°192 e depois 188) (1910 a 1954)
- Cinema Haddock Lobo (Antigo Royal) - Rua Haddock Lobo (1910 a 1965)
- Clube da Tijuca - Rua Conde de Bonfim (1911 a 1915)
- Cine-Teatro América - Rua Conde de Bonfim (1918 (sem precisão) a 1997)
- Cinema Avenida - Rua Haddock Lobo (1919 a 1962)
- Cinema Fábrica das Chitas - Praça Saens Peña (década de 1910, em 1910 ou 1911)
- Cine-Teatro Brasil - Rua Haddock Lobo (1922 a 1940)
- Cinema Maracanã - Rua São Francisco Xavier (1932 a 1964)
- Cinema Paroquial Santo Afonso - Rua Barão de Mesquita (1940 a 1970)
- Cine-Teatro Olinda - Praça Saens Peña (1940 a 1972)
- Cinema Carioca - Rua Conde de Bonfim (1941 a 1999)
- Cine Metro-Tijuca - Rua Conde de Bonfim (1941 a 1977)
- Cinema Santa Rita - Rua São Francisco Xavier (1953 a 1957)
- Cine Madrid - Rua Haddock Lobo (1954 a 1970)
- Cinema Eskye (Depois Tijuca 1 e 2) - Rua Conde de Bonfim (1956 a 1964)
- Cinema Art-Palácio Tijuca - Rua Conde de Bonfim (1960 a 1999)
- Cine Roma - Rua Mariz e Barros (fundos da Igreja Santa Teresinha) (1960 a 1976)
- Cinema Britânia (Depois Studio Tijuca) - Rua Desembargador Isidro (1962 a 1973)
- Cine Bruni Saenz Peña (Depois Cine Osaka) - Rua Major Ávila (1963 a 1971)
- Cinema Tijuca (Antigo Eskye, depois Tijuca 1 e 2) - Rua Conde de Bonfim (1964 a 1988)
- Cine Rio - Rua Conde de Bonfim (1965 a 1978)
- Cine Comodoro - Rua Haddock Lobo (1967 a 1988)
- Cine Tijuca Palace (Depois Tijuca Palace 1 e 2) - Rua Conde de Bonfim (1967 a 1982)
- Cine Bruni Tijuca - Rua Conde de Bonfim (1968 a 1997)
- Studio Tijuca (Antigo Britânia) - Rua Desembargador Isidro (1973 a 1981)
- Cine Osaka (Antigo Bruni Saenz Peña, depois Cinema Excelsior) - Rua Major Ávila (1973 a 1975)
- Cinema III - Rua Conde de Bonfim (1975 a 1983)
- Cinema Excelsior (Antigo Osaka e Cinema Bruni Saenz Peña) - Rua Major Ávila (1976 a 1978)
- Cine Tijuca Palace 1 (Depois da divisão do Tijuca Palace) - Rua Conde de Bonfim (1982 a 1993)
- Cine Tijuca Palace 2 (Depois da divisão do Tijuca Palace) - Rua Conde de Bonfim (1982 a 1992)
- Cine Coper Tijuca - Rua Conde de Bonfim (1983 a 1988)
- Cinema Tijuca 1 (Depois da divisão do Cinema Tijuca) - Rua Conde de Bonfim (1988 a 1999)
- Cinema Tijuca 2 (Depois da divisão do Cinema Tijuca) - Rua Conde de Bonfim (1988 a 1999)
- Cinema Shopping Tijuca (1, 2 e 3) - Avenida Maracanã (maio de 1998 a agosto de 2007)
- Kinoplex Tijuca (seis salas) - Shopping Tijuca, Avenida Maracanã (inaugurado em janeiro de 2008, em atividade)[99]

### Museus
- Espaço Ciência Viva.[100] fundado em 1982, primeiro museu participativo de Ciências do Brasil, localizado na Av Heitor Beltrão, próximo à rua Pareto

- O Museu do Açude, integrante dos Museus com o acervo de Raymundo de Castro Maya, localizado no Alto da Boa Vista [101]

- Museu Marechal Zenóbio da Costa, instalado no comando do 1º Batalhão de Polícia do Exército, na Rua Barão de Mesquita, 426 [102]

### Celebridades nascidas na Tijuca
- Antonio Carlos Jobim, nascido na Rua Conde de Bonfim, 634;[103][104]
- Erasmo Carlos;[105]
- Gilberto Braga;[106]
- Lamartine Babo;[107]
- Rosiska Darcy de Oliveira;[108]
- Thiago Lacerda;[109]
- Tim Maia;[110]

### Celebridades que viveram na Tijuca
- Aldir Blanc, (nascido Aldir Blanc Mendes), viveu na Muda na Tijuca até a sua morte;[111]
- Clarice Lispector, (nascida Chaya Pinkhasivna Lispector), viveu sua adolescência na Tijuca, na Rua Mariz e Barros, 241;[112]
- João de Barro, Carlos Alberto Ferreira Braga - Braguinha, viveu sua adolescência na Tijuca, onde seu pai foi diretor da Fábrica de Tecidos Confiança;[113]
- Mário Jorge Lobo Zagallo, residiu na Rua Professor Gabizo, na Tijuca;[114]
- Luis Alves de Lima e Silva residiu no Palacete na Rua Conde de Bonfim onde mais tarde funcionaria o Instituto La-Fayette. [115]
- Thomas Cochrane, 10.º Conde de Dundonald residiu na Tijuca [116]
- Arnaldo Niskier residiu na Rua Haddock Lobo [117]
- Jerônimo José de Mesquita o Barão de Mesquita, residiu na Rua Haddock Lobo 416 [118]
- Monteiro Lobato residiu na Rua Professor Gabizo, 97 [119]
- Synval Silva residiu no Morro da Formiga de 1930 a 1994[120]
- Jamil Haddad residiu na Tijuca até a sua morte [121]
- Haddock Lobo residiu na rua do Engenho Velho, atual rua Haddock Lobo, até a sua morte em 1869 [122]
- Fernanda Torres passava fins de semana na casa de seus avós paterns, nos anos de 1970, na rua Padre Elias Gorayeb [123]

## Religião
A Tijuca possui diversos centros religiosos ligados a nove diferentes crenças, como para o catolicismo, protestantismo, budismo, candomblé, espiritismo, islamismo, judaísmo e mormonismo. Na Rua Conde de Bonfim se localiza a única mesquita do Estado do Rio de Janeiro, em função da grande presença de pessoas de origem árabe na vizinhança.

## Educação

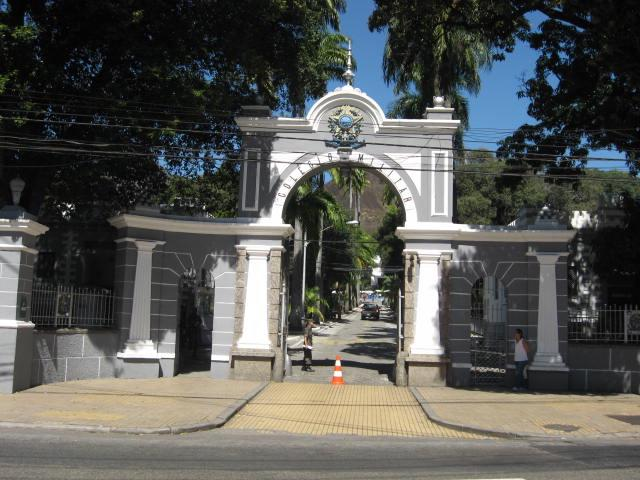
Fachada do CMRJ, na rua São Francisco Xavier.

### Instituições tradicionais
- Colégio Maria Raythe[124]
- Colégio Marista São José[125]
- Colégio dos Santos Anjos[126]
- Colégio Batista Shepard[127]
- Colégio Militar do Rio de Janeiro[128]
- Colégio Palas[129]
- Colégio Pedro II[130]
- Instituto Superior de Educação do Rio de Janeiro (ISERJ)[131]
- Instituto Padre Leonardo Carrescia[132]
- Fundação Bradesco[133]
- MOPI[134]
- NAVE - Colégio Estadual José Leite Lopes
- Instituto La-Fayette

### Escolas municipais[135]
- Almirante Barroso
- Araújo Porto Alegre
- Barão de Itacurussá
- Bombeiro Geraldo Dias
- Borel
- Chácara do Céu
- Francisco Cabrita
- Frei Cassiano
- General Euclydes de Figueiredo
- Jornalista Brito Broca
- Laudimia Trotta
- Leitão da Cunha
- Mário da Veiga Cabral
- Orsina da Fonseca
- Prudente de Moraes
- Samuel Wainer CIEP
- Soares Pereira

## Esportes e lazer

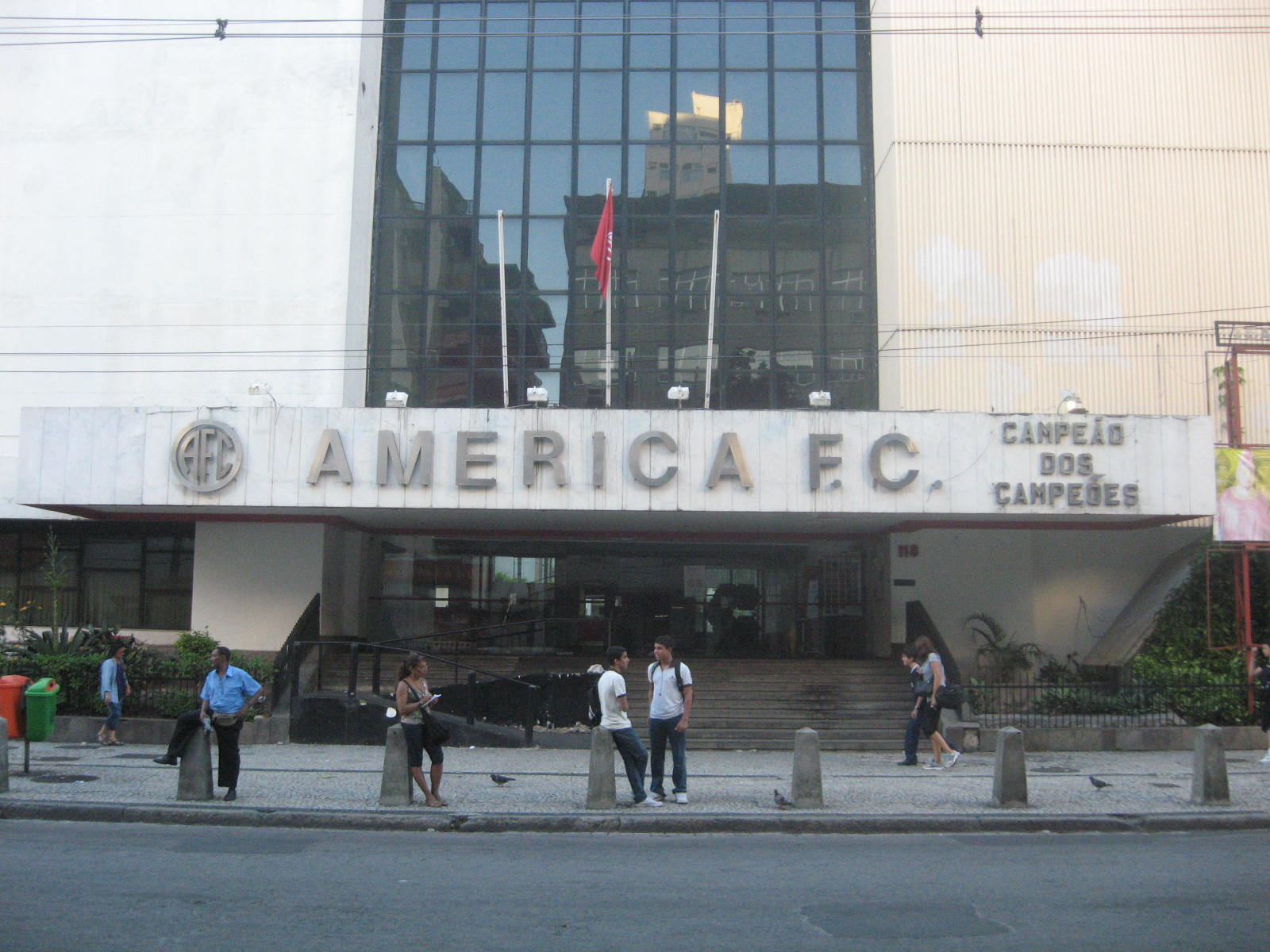
Antiga sede do America FC, na rua Campos Sales.

### Clubes sociais e esportivos
- America Football Club fundado em 18 de setembro de 1904, localizado a Rua Campos Salles
- Tijuca Tênis Clube fundado em 11 de junho de 1915, localizado a Rua Conde de Bonfim, 451
- Club Municipal fundado em 1932 localizado a Rua Haddock Lobo, 359
- AABB Tijuca, fundada em 27 de janeiro de 1934, localizada a Rua Haddock Lobo, 227
- Associação Atlética Tijuca, fundada em 1943, localizada a Rua Barão de Mesquita, 149
- Montanha Clube, fundado em 21 de abril de 1949, localizado a Estrada Velha da Tijuca, 407
- Clube Monte Sinai, criado em 1959, localizado a Rua São Francisco Xavier, 104
- Country Club da Tijuca, fundado em 1963, localizado a Rua Uruguai, 574

### Clubes de serviços
- Rotary Club RJ Tijuca

## Sub-bairros
- Aldeia Campista
- Borel
- Muda
- Salgueiro
- Usina
- Morro da Formiga